# Luigi Ferdinando Casamorata

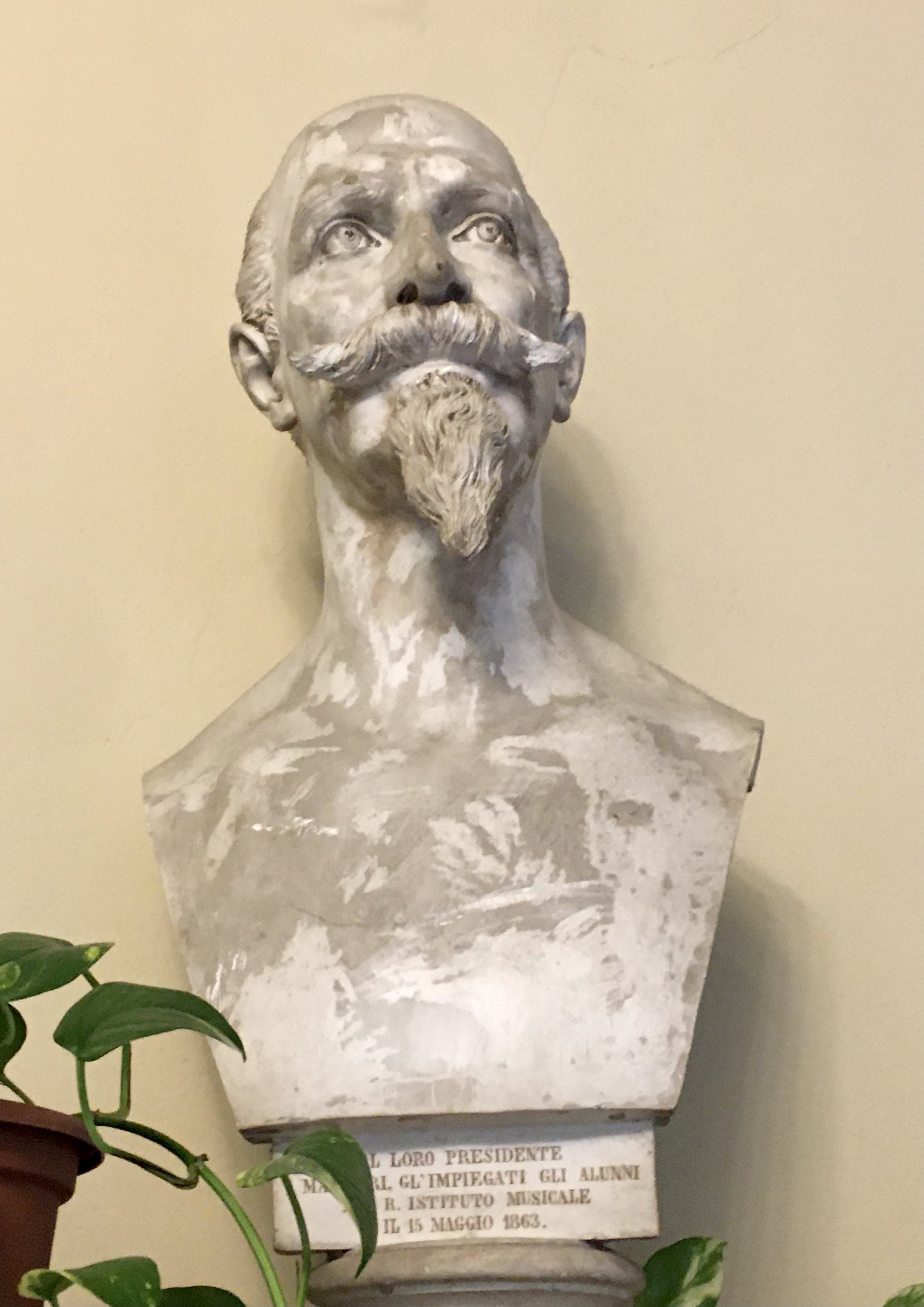
Büste von Luigi Ferdinando Casamorata im Konservatorium Luigi Cherubini in Florenz

Luigi Ferdinando Casamorata (auch Luigi Fernando Casamorata, * 15. Mai 1807 in Würzburg; † 24. September 1881 in Florenz) war ein italienischer Komponist, Musikwissenschaftler und Musikkritiker.

## Leben und Werk
Luigi Ferdinando Casamorata wurde im Mai 1807 als Sohn italienischer Eltern in Würzburg geboren. Sein Vater Luigi Giacomo war im Zuge der napoleonische Neuordnung Europas im Gefolge von Ferdinand III. in die fränkische Mainstadt gezogen. In Würzburg wurde der musikalisch talentierte junge Casamarote von Franz Joseph Fröhlich unterrichtet. Nach der Rückkehr Ferdinand III. nach Florenz 1814, kehrte auch seine Familie nach Florenz zurück. Dort studierte Casamorata dann Jura und Musikwissenschaft. 1842 wurde er vom Start an Mitherausgeber der Florentiner Gazzetta Musicale. Luigi Ferdinando Casamorata schrieb Musikkritiken für die Florentiner und Mailänder Gazetta musicale. 1860 war er der Gründer des Regio Istituto Musicale di Firenze. Hier wirkte er von 1860 bis 1881 als Organisator und erster Direktor. Er veröffentlichte das Werk Origine, storia e ordinamento dell’Istituto musicale fiorentino („Entstehung, Geschichte und Organisation des Florentiner Musikinstituts“). Er veröffentlichte auch das Manuale di armonia (1876, „Handbuch der Harmonie“).
Er komponierte Ballette und eine Oper, beides mit nur mäßigem Erfolg. Er schrieb dann zahlreiche Instrumental- und Chorwerke.